# Korean diaspora
Korean diaspora는 KBS디지털미디어국에서 제작한 디지털 콘텐츠이다. 1983년 6월 30일부터 KBS 1TV를 통해 138일, 453시간 연속 생방송된 이산가족을찾습니다 아카이브를 활용해 36년만에 디지털 콘텐츠로 재탄생시켰다.   

## 주요 구성

### 나의 이산 이야기
유명인들이 기억하는 한국전쟁과 이산의 아픔을 진솔한 토크로 들어보는 코너 .
KBS 이광용 아나운서, 정세진 아나운서 진행.
- 문재인 대통령
- 송해
- 이지연 아나운서
- 강산에

| 제목 (다시보기)                                    | 내용 |
| -------------------------------------------------- | --- |
| 이지연 아나운서의 이산가족 방송 뒷이야기           | 1983년 이산가족을 찾습니다 방송진행자 이지연 아나운서!오빠와 전쟁 중 헤어진 이산가족이자, 생방송 진행자였던 그녀의 이야기                                                           |
| 전쟁때 헤어진 오빠가 북한 인민배우가 되어 나타났다 | 이산가족을찾습니다 대표 진행자 이지연 아나운서. 2000년 1차 남북이산가족 상봉에 뽑혀 그리던 오빠를 드디어 만나게 되는데..오빠는 알고보니 북한의 유명 인민배우!                       |
| 라구요에 담긴 강산에 이산가족 이야기               | 자는 동안에 얼굴에 떨어지던 어머니의 눈물 속에 담긴 실향민 어머님의 파란만장 인생 이야기가 녹아든 강산에의 국민히트곡 라구요. 후일 강산에는 이 노래를 평양에서 눈물로 부르게 되는데 |
| 강산에 평양공연 뒷이야기                           | 아버지 고향 함경도 사투리로 만든 랩송. 강산에의 명태. 이를 들은 평양시만들의 반응은?                                                                                                |
| 송해의 평양 노래자랑                               | 황해도 재령이 고향인 국민 mc 송해.그가 말하는 평양 전국노래자랑 뒷이야기 |

### 최태성의 한국전쟁
이산가족의 아픔을 제대로 이해하기 위해 그 배경이 된 14후퇴 등 다양한 한국전쟁 비사를 상세히 설명해주는 코너. 큰별쌤 최태성 진행.
| 제목 (다시보기)                        | 내용 |
| -------------------------------------- | --- |
| 인해전술은 없었다?                     | 1.4후퇴의 결정적 계기가 된 중공군의 인해전술. 과연 정말 바다처럼 많은 인원들이 물밀듯이 내려왔던 것일까? 인해전술의 진실은 무엇인가?                                                   |
| 하늘에서 내리는 폭탄비                 | 한국전쟁에 투입된 폭탄의 수가 태평양전쟁보다 많았다? 1950년 월미도에 투하된 95개의 네이팜탄과 그로 인해 초래된 충격적인 피해에 관한 이야기                                             |
| 30분만에 갈린 한반도                   | 단 30분만에 결정된 남북 분단. 38선이 그어지게 된 숨겨진 이야기. |
| 한국전쟁 중 기네스북에 오른 배가 있다? | 60명 정원에 14000명을 태우고 흥남을 탈출해 기네스북에 오른 메러디스 빅토리호와 수많은 인명을 구한 극적인 작전을 성공적으로 수행한 사람들의 이야기!                                     |
| 한강 인도교 폭파의 비극                | 1950년 6월 25일 발발한 한국전쟁. 27일 대국민 방송에서는 안심하라고 방송하지만 이미 피난을 가버린 정부...28일 새벽, 부랴부라 피란길을 가던 시민들 사이로 한강 인도교 폭파가 자행되는데! |
| 1950 임시수도 부산 역사 투어           | 1950 6.25 한국전쟁중 임시수도였던 부산, 그때 그시절 모습을 알아보는 큰별쌤 역사투어 |

### 이산가족을 찾습니다
138일, 453시간 연속 생방송으로 방송되어 유네스코 세계기록문화유산에 등재된 
'KBS 특별생방송 이산가족을 찾습니다’ 프로그램과 그 이후 방송된 다양한 이산가족 상봉 프로그램들을 테마별로 정리.
| 제목 (다시보기)                            | 내용 |
| ------------------------------------------ | --- |
| 453시간 세계 최장시간 생방송               | 1983년 6월 30일 시작. 총 100,952건 신청, 53,536건 방송, 10,189건 상봉. 138일(453시간) 연속 생방송으로 유네스코 세계기록문화유산에 등재된 KBS 이산가족을 찾습니다                   |
| 30년만에 벽보로 찾은 가족                  | KBS 건물을 빼곡히 뒤덮었던 벽보들과 그 벽보들을 통해 극적으로 헤어진 가족을 찾은 사람들의 이야기                                                                                   |
| 내 이름을 불러줬을때                       | 수희야! 성훈아! 상우야! 정자야! 형님! 엄마! 긴 세월 그토록 불러보고 싶던 이름들..                                                                                                  |
| 나 좀 찾자!                                | 사연판으로 온몸을 휘감고 한 달동안 KBS 주변을 서성였던 청년, 6시간 반 동안 꼬박 벽보를 훓어 보고 찾는 가족이 없어 낙심한 할머니, 카메라 앞에서 "나 좀 찾자!" 라고 울부짖던 남자... |
| 30년만에 삼촌을 만난 남자가 당황한 이유는? | 30년만에 만난 친척들.. 때 아닌 항렬 및 나이 논쟁! |
| 죽었다 살아온 가족                         | 죽은줄 알고 사망신고까지 했던 가족과 만난 사연! |
| 출생의 비밀-흉터                           | 오랫동안 헤어져 있던 가족을 알아볼 수 있는 단서가 귀하던 시절 흉터로 가족을 확인한 사람들의 이야기                                                                                 |
| 엄마 이름은 홍달순                         | 얼굴도 모르는 형제가 33년만에 만날 수 있었던 이유는 단하나의 이유는 바로 엄마이름                                                                                                  |
| 안순아 빨리와                              | tv에 나온 딸의 얼굴을 보자마자 tv화면으로 뛰어든 할머니의 사연 |
| 이지연아나운서 진정하세요                  | 생방송 진행자 이지연 아나운서를 당황하게 만든 아찔한 상봉장면들. |